# Zeuktophyllum suppositum
Zeuktophyllum suppositum là một loài thực vật có hoa trong họ Phiên hạnh. Loài này được (L. Bolus) N.E. Br. miêu tả khoa học đầu tiên năm 1927.